# XXVIIIe siècle av. J.-C.
../.. | 
IVe millénaire av. J.-C. |
IIIe millénaire av. J.-C. |
IIe millénaire av. J.-C. |
../..
XXXe siècle av. J.-C.
| XXIXe siècle av. J.-C.
| XXVIIIe siècle av. J.-C.
| XXVIIe siècle av. J.-C.
| XXVIe siècle av. J.-C.

XXVe siècle av. J.-C.
| XXIVe siècle av. J.-C. 
| XXIIIe siècle av. J.-C.
| XXIIe siècle av. J.-C.
| XXIe siècle av. J.-C.
Liste des millénaires |
Liste des siècles

## Événements

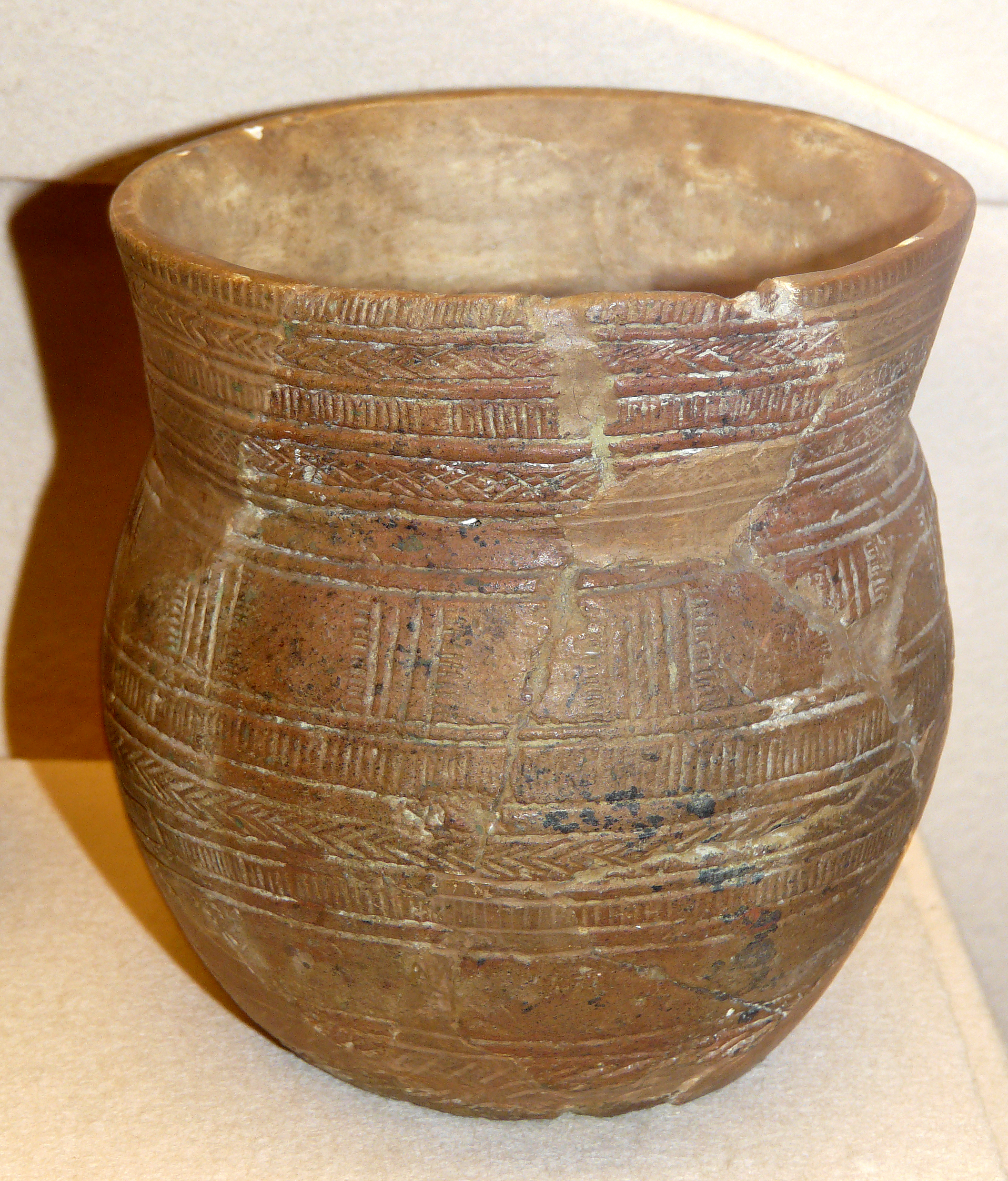
Vase campaniforme, Museumszentrum Burg Linn

- Vers 2800 av. J.-C. : début de la construction de Stonehenge (fin en 1075 av. J.-C.). Son édification mobilise quelque trente millions d’heures de main-d’œuvre[1].

- 2800-2700 av. J.-C. : culture de Mehrgarh VII en Inde[2]. Torse masculin en terre cuite, statuette de taureau en terre cuite (v. 2800 av. J.-C.), statuette de bélier en albâtre (2800-2600 av. J.-C.), première sculpture en pierre retrouvée à Mehrgarh. Les traces d'un champ labouré à Kalibangan (Rajasthan) dans des niveaux pré-harappéens (2800 av. J.-C.) et des traces de canaux découvertes dans des sites harappéens du Penjab et du Sind, des modèles de charrues en terre cuite découverts dans les sites archéologiques du Cholistan et de Banawali (harappéen final), attestent du développement des techniques du labour et de l'irrigation dans l'agriculture par la civilisation de la vallée de l'Indus[3].
- De 2800 à 1800 av. J.-C. : la culture campaniforme (gobelets en forme de cloches) se diffuse de la péninsule ibérique à la Vistule (Cracovie) et aux îles Britanniques (Bell-Beakers)[4]. Ses populations s’intègrent rapidement aux groupes locaux (cordés) apportant une nouvelle « idéologie » axée sur l’individualisme et la reconnaissance du pouvoir social. Les tombes renfermant des gobelets campaniformes auraient appartenu à des archers équipés de flèches, de garde de poignet, parfois de poignards en cuivre à manche plat et de parures en or (boucles d’oreilles...). Il semble qu’ils utilisaient des mors et qu’ils réintroduisirent le cheval en occident.
- 2800-2300 av. J.-C. : deuxième période de la civilisation des Cyclades en mer Égée. Cycladique Ancien II (CA II) dit aussi Culture Kéros-Syros[5].
- 2750-2600 av. J.-C. : période des dynasties archaïques II (DA II) en Mésopotamie.  Premières dynasties de Kish (Enmebaragesi), d’Uruk (Meskiangasher, Enmerkar, Lugalbanda, Dumuzi, Gilgamesh), d’Ur qui dominent Sumer (2700-2500 av. J.-C.). Le roi d’Uruk Dumuzi devient après sa mort le protecteur des troupeaux, également dieu de la fertilité et de la végétation[6],[7]. La Mésopotamie antique traverse une période belliqueuse et de guerre quasi-permanentes entre les cités-États de la civilisation mésopotamienne. Les rois se lancent dans des guerres entre cités.

- Vers 2750 av. J.-C. : roue pleine en bois de chêne, découverte dans une tourbière à Ubbena, aux Pays-Bas[8].